# Davallia trichomanoides
Davallia trichomanoides là một loài dương xỉ trong họ Davalliaceae. Loài này được Blume mô tả khoa học đầu tiên..
Danh pháp khoa học của loài này chưa được làm sáng tỏ. 